# 單位矩陣
在線性代數中，{\displaystyle n}階單位矩陣，是一個{\displaystyle n\times n}的方形矩陣，其主對角線元素為1，其餘元素為0。單位矩陣以{\displaystyle I_{n}}表示；如果階數可忽略，或可由前後文確定的話，也可簡記為{\displaystyle I}（或者{\displaystyle E}）。
{\displaystyle I_{1}={\begin{bmatrix}1\end{bmatrix}},\ I_{2}={\begin{bmatrix}1&0\\0&1\end{bmatrix}},\ I_{3}={\begin{bmatrix}1&0&0\\0&1&0\\0&0&1\end{bmatrix}},\ \cdots ,\ I_{n}={\begin{bmatrix}1&0&\cdots &0\\0&1&\cdots &0\\\vdots &\vdots &\ddots &\vdots \\0&0&\cdots &1\end{bmatrix}}}
一些數學書籍使用{\displaystyle U}和{\displaystyle E}（分別意為單位矩陣（unit matrix）和基本矩陣（Einheitsmatrix）），不過{\displaystyle I}更加普遍。
特別是單位矩陣作為所有{\displaystyle n}階矩陣的環的單位，以及作為由所有{\displaystyle n}階可逆矩陣構成的一般線性群{\displaystyle GL(n)}的單位元（單位矩陣明顯可逆，單位矩陣乘自己，仍是單位矩陣）。
這些{\displaystyle n}階矩陣經常表示來自{\displaystyle n}維向量空間自己的線性變換，{\displaystyle I_{n}}表示恆等函數，而不理會基。
有時使用這個記法簡潔的描述對角線矩陣，寫作：
{\displaystyle I_{n}=\operatorname {diag} (1,1,...,1)}
也可以克羅內克爾δ記法寫作：
{\displaystyle (I_{n})_{ij}=\delta _{ij}}

## 性质
根據矩陣乘法的定義，單位矩陣{\displaystyle I_{n}}的重要性質為：
{\displaystyle AI_{n}=A}且{\displaystyle I_{n}B=B}
单位矩阵的特征值皆为1，任何向量都是单位矩阵的特征向量。具有重數 {\displaystyle n}。因为特征值之积等于行列式，所以单位矩阵的行列式为1。因为特征值之等于迹数，单位矩阵的迹为{\displaystyle n}。